# Катерін Мусонда
Катерін Мусонда (англ. Catherine Musonda; нар. 20 лютого 1998, Замбія) — замбійська футболістка, воротар клубу «Індені Роузес» та національної збірної Замбії.

## Клубна кар'єра
Футбольну кар'єру розпочала в «ЗЕСКО Юнайтед». У 2020 році перебралася до іншого замбійського клубу, «Індені Роузес».

## Кар'єра в збірній
У футболці національної збірної Замбії з 2018 року зіграла щонайменше 2 матчі.